# Vince Gilligan
George Vincent Gilligan Jr., detto Vince (Richmond, 10 febbraio 1967), è uno sceneggiatore, produttore televisivo e regista statunitense, noto per essere il creatore della serie televisiva Breaking Bad e del suo spin-off Better Call Saul, oltre ad aver lavorato come regista e sceneggiatore di alcuni episodi di X-Files.

## Biografia
Nato a Richmond, in Virginia, da madre insegnante e padre impiegato, Vince Gilligan inizia a nutrire un interesse per il cinema quando, diventato amico del futuro montatore Angus Wall, la madre di quest'ultimo gli prestò le sue videocamere da Super 8, utilizzandone alcune per girare dei video con suo fratello minore Patrick. Uno dei suoi primi lavori cinematografici fu un film di genere fantascientifico dal titolo Space Wreck, con protagonista suo fratello, che gli fece vincere un concorso cinematografico all'Università della Virginia.
Nel 1985 iniziò a frequentare l'Università di New York, dove si laurea in produzione cinematografica. Durante la sua permanenza al college, lavorò anche alla stesura di una sceneggiatura dal titolo Fast Food, che ricevette nel 1989 il Virginia Governor's Screenwriting Award, che consentirà di trasformare la sceneggiatura in un film. Uno dei giudici della competizione era il produttore cinematografico Mark Johnson, che si disse impressionato dal lavoro svolto da Gilligan.
Il successo per Gilligan arrivò nel 1995, quando iniziò a lavorare nella serie televisiva X-Files, di cui è sempre stato un fan. Presentò una sua sceneggiatura alla Fox che alla fine diventò il ventitreesimo episodio della seconda stagione. Da qui in poi iniziò a scrivere altri 29 episodi, oltre a lavorare per la serie dapprima come consulente creativo e poi come produttore esecutivo dalla sesta alla nona stagione.
Nel 2001, insieme a Chris Carter, John Shiban e Frank Spotnitz, creò la serie spin-off di X-Files dal titolo The Lone Gunmen. Nel 2008 lavorò, insieme a Vincent Ngo, alla sceneggiatura del film Hancock, con protagonista Will Smith.
Nel 2007 iniziò a lavorare a una nuova serie televisiva, Breaking Bad, che debuttò sul canale AMC il 20 gennaio 2008 e di cui lo stesso Gilligan ha scritto e diretto il primo episodio, oltre a scrivere e dirigere anche episodi futuri. La serie ebbe un clamoroso successo e ricevette anche numerosi premi, tra cui il premio Emmy per la migliore serie drammatica nel 2013 e nel 2014. Già dopo la messa in onda dell'ultimo episodio nel settembre 2013, Gilligan stipulò un accordo con la AMC per produrre una serie spin-off dal titolo Better Call Saul, incentrata sul personaggio dell'avvocato Saul Goodman. La serie ha debuttato l'8 febbraio 2015 ed è stata anch'essa acclamata da critica e pubblico.
Nel 2019 debutta come regista cinematografico con il film El Camino - Il film di Breaking Bad, sequel dell'omonima serie televisiva, incentrata sul personaggio di Jesse Pinkman dopo il termine dell'ultima stagione.

## Filmografia

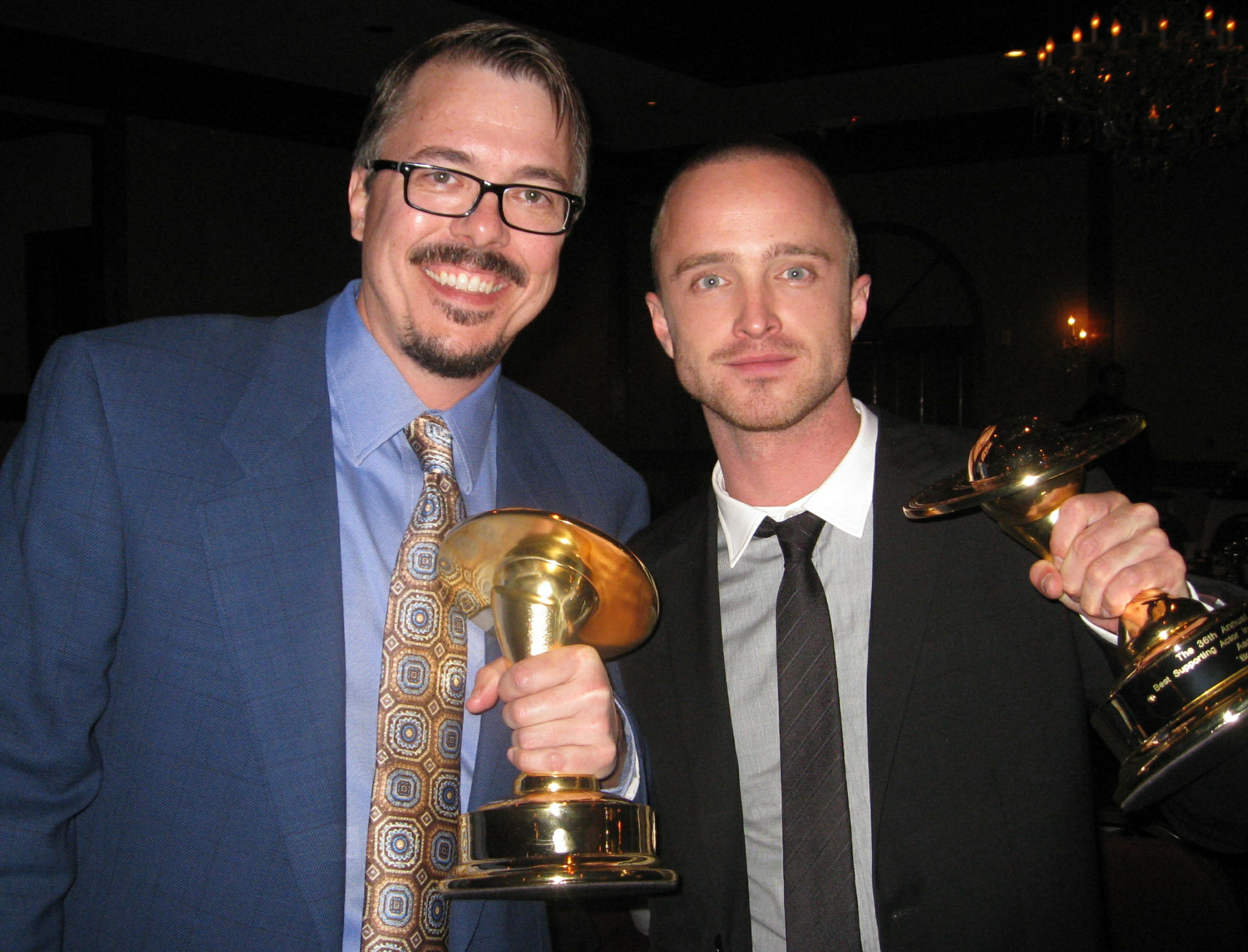
Vince Gilligan insieme ad Aaron Paul, uno degli interpreti principali di Breaking Bad

### Sceneggiatore

#### Cinema
- Fast Food (Home Fries), regia di Dean Parisot (1998)
- Triangolo di fuoco (Wilder Napalm), regia di Glenn Gordon Caron (1999)
- Hancock, regia di Peter Berg (2008)
- El Camino - Il film di Breaking Bad (El Camino: A Breaking Bad Movie), regia di Vince Gilligan (2019)

#### Televisione
- X-Files (The X Files) - serie TV, 30 episodi (1995-2002)
- The Lone Gunmen - serie TV, 6 episodi (2001)
- Robbery Homicide Division - serie TV, 3 episodi (2002)
- Night Stalker - serie TV, 1 episodio (2006)
- A.M.P.E.D., regia di Robert Lieberman e Frank Spotnitz - film TV (2007)
- Breaking Bad - serie TV, 13 episodi (2008-2013) - anche ideatore
- Better Call Saul - serie TV, 4 episodi (2015-2022) - anche co-ideatore

### Regista

#### Cinema
- El Camino - Il film di Breaking Bad (El Camino: A Breaking Bad Movie) (2019)

#### Televisione
- X-Files (The X Files) - serie TV, episodi 7x21-9x18 (2000-2002)
- Breaking Bad - serie TV, 5 episodi (2008-2013)
- Better Call Saul - serie TV, 9 episodi (2015-2022)

### Produttore

#### Cinema
- El Camino - Il film di Breaking Bad (El Camino: A Breaking Bad Movie), regia di Vince Gilligan (2019)

#### Televisione
- X-Files (The X Files) - serie TV, 84 episodi (1998-2002) - co-produttore esecutivo
- Harsh Realm - serie TV, 8 episodi (1999-2000) - produttore consulente
- The Lone Gunmen - serie TV, 13 episodi (2001) - produttore esecutivo
- A.M.P.E.D., regia di Robert Lieberman e Frank Spotnitz - film TV (2007) - produttore esecutivo
- Breaking Bad - serie TV, 62 episodi (2008-2013) - produttore esecutivo
- Battle Creek - serie TV, 13 episodi (2015) - produttore esecutivo
- Better Call Saul - serie TV, 63 episodi (2015-2022) - produttore esecutivo

### Attore

#### Televisione
- Community - serie TV, 1 episodio (2014)

### Doppiatore
- Penn Zero: Eroe Part-Time (Penn Zero: Part-Time Hero) - serie TV, 1 episodio (2017)
- American Dad! - serie TV, 1 episodio (2018)